# Иванихинское муниципальное образование
Иванихинское сельское поселение — муниципальное образование в составе Перелюбского района Саратовской области. Административный центр — село Иваниха. На территории поселения находятся 3 населённых пункта — 2 села, 1 хутор .

## Населённые пункты
- село Иваниха — административный центр;
- село Марьевка;
- хутор Рубцовка;

Главой поселения является Алмуканов Галиман Бактыгиреевич